# 輔仁高等学校
輔仁高等学校（ボインこうとうがっこう）は、ソウル特別市松坡区にある私立高等学校。

## 概要
政府の支援金を受けずに独立した財政と独自のカリキュラムで運営される自律型私立高等学校である。

## 沿革
- 1908年6月8日：開校
- 1933年6月28日：輔仁財団法人設立認可。イ・ジョンソク初代理事長就任
- 2000年9月1日：男女共学に変更
- 2005年6月27日：学校法人大洲学園に法人名称変更
- 2006年10月16日：一般型高校設立認可
- 2007年2月27日：新校舎竣工式
- 2009年2月28日：人工芝サッカー場完成
- 2009年7月14日：2011年度からの自律型私立高等学校の指定を受ける
- 2010年7月31日：開校100周年記念「大洲館」新築
- 2011年3月2日：自律型私立高校に転換
- 2017年9月1日：キム・ジョンファン第23代校長就任

## 交通アクセス
- 地下鉄
  - ソウル交通公社5号線（馬川支線）開籠駅

## 主な出身者
サッカー選手を多数輩出している。
- 金旻準
- 金寅成
- 金虎
- 都東顕
- 朴光一
- 裴洙ヨン
- 嚴叡勳